# Oberhartheim
Oberhartheim ist ein Ortsteil der oberbayerischen Stadt Vohburg an der Donau im Landkreis Pfaffenhofen an der Ilm. Das Kirchdorf liegt nördlich der Donau.

## Geschichte
Im Jahr 1818 wurde Oberhartheim mit dem zweiten Gemeindeedikt eine eigenständige Gemeinde mit dem Dorf Pleiling und dem Weiler Unterhartheim als weitere Ortsteile. Die Gemeinde gehörte zu dem am 30. Juni 1972 aufgelösten Landkreis Ingolstadt. Am 1. Juli 1972 gab Oberhartheim seine Selbstständigkeit auf und ließ sich in die Stadt Vohburg an der Donau, nunmehr Landkreis Pfaffenhofen an der Ilm, eingliedern.

## Baudenkmäler
Siehe auch: Liste der Baudenkmäler in Oberhartheim
Die katholische Filial- und Wallfahrtskirche Zu Unserer Lieben Frau ist einziges Baudenkmal des Dorfes und existierte schon in spätromanischer Zeit. Von diesem Gebäude sind noch einige Teile im neuen gotischen Gotteshaus verwendet worden. Im 17. Jahrhundert erfolgte eine Barockisierung.

## Bodendenkmäler
Siehe: Liste der Bodendenkmäler in Vohburg an der Donau